# Inkewana fuscoirroratus
Inkewana fuscoirroratus är en insektsart som beskrevs av Hesse 1925. Inkewana fuscoirroratus ingår i släktet Inkewana och familjen Tropiduchidae. Inga underarter finns listade i Catalogue of Life.